# Station Biała Podlaska
Station Biała Podlaska is een spoorwegstation in de Poolse plaats Biała Podlaska.